# Bonamia nzabii
Bonamia nzabii är en vindeväxtart som beskrevs av F.J. Breteler. Bonamia nzabii ingår i släktet Bonamia och familjen vindeväxter. Inga underarter finns listade i Catalogue of Life.